# Васильевская 1-я (Кировская область)
Васи́льевская 1-я — деревня в Афанасьевском районе Кировской области в составе Ичетовкинского сельского поселения.

## География
Расположена на расстоянии примерно 14 км на северо-запад от райцентра поселка Афанасьево.

## История
Известна с 1891 года как починок Самойловский. В 1905 году в починке хозяйств 6 и жителей 35, в 1926 — 25 и 132 соответственно (55 «пермяки»), в 1950 (Верхневоковский) — 21 и 61, в 1989 году — 20 жителей. Настоящее название утвердилось с 1978 года.

## Население
| 2010 |
| ---- |
| 10   |

Постоянное население составляло 16 человек (русские 100 %) в 2002 году, 10 в 2010.

## Инфраструктура
Индивидуальная застройка усадебного типа.

## Транспорт
Деревня доступна автотранспортом. 